# Хагино, Косукэ
Косукэ Хагино (яп. 萩野 公介 Хагино Ко:сукэ, род. 15 августа 1994 года) — японский пловец, олимпийский чемпион 2016 года на дистанции 400 м комплексным плаванием, чемпион мира в 25-метровых бассейнах, многократный победитель Азиатских игр.
Родился в 1994 году в Тотиги. В 2012 году завоевал бронзовую медаль Олимпийских игр в Лондоне. В 2013 году стал обладателем двух серебряных медалей чемпионата мира. В 2014 году выиграл семь медалей на Азиатских играх в Инчхоне, в том числе 4 золота.